# 大云寺 (浑源)
荆庄大云寺大雄宝殿，原名大云禅寺，位于山西浑源县东坊城乡荆庄村，全国重点文物保护单位之一。
其原名为大云禅寺，创建于北魏后期，原寺院规模较大，现仅存大雄宝殿三楹，为金代遗址。元、明、清三朝均有修葺。